# Shell Lake
Shell Lake è un comune degli Stati Uniti d'America, situato nello Stato del Wisconsin, nella Contea di Washburn, della quale è il capoluogo.